# ファラハナーズ・ファイサル

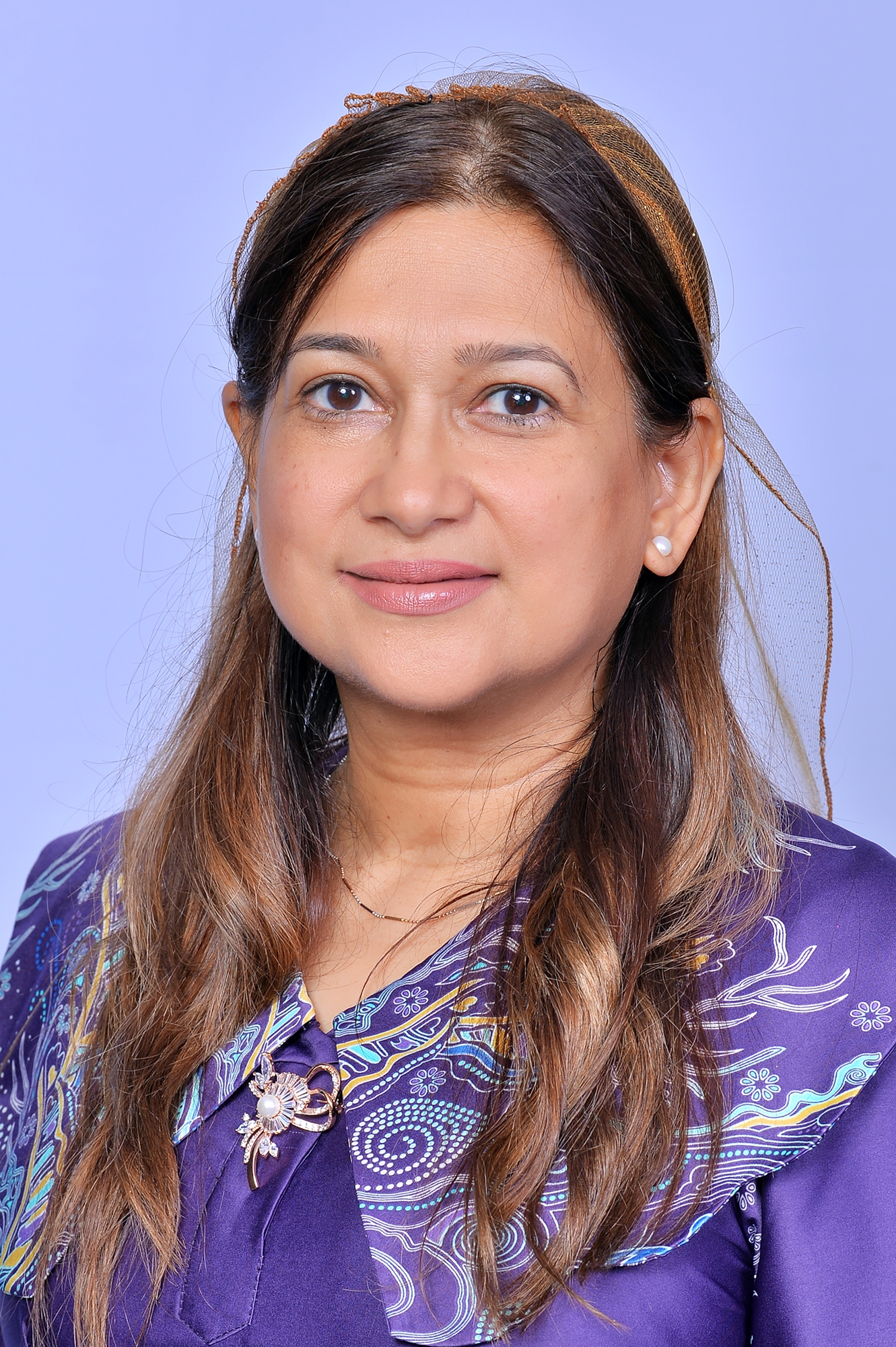
ファラハナーズ・ファイサル

ファラハナーズ・ファイサル（ディベヒ語: ފަރަހަނާޒް ފައިސަލް、英語: Farahanaz Faisal）、通称ファラ・ファイザル（英語: Farah Faizal）は、モルディブの外交官、大使、高等弁務官。イギリスのキール大学、ケンブリッジ大学、ハル大学出身。

## 経歴
2008年11月11日、前月の大統領選挙を制したモルディブ民主党（MDP）のモハメド・ナシード次期大統領が大統領に就任し、モルディブ史上初となるMDP政権が誕生する。同年12月13日、ファイサルは在イギリス高等弁務官を拝命し、翌2009年3月25日にエリザベス2世女王へ信任状を捧呈して正式に就任した後、2012年2月8日まで奉職した。また、この時期から非常駐大使として在スウェーデン大使、在スペイン大使、在デンマーク大使、在ノルウェー大使、在フィンランド大使、在フランス大使を兼任している。
2012年2月7日のナシード大統領の辞任に伴い、翌8日にファイサルは高等弁務官を辞任し、ナシード元大統領が党首を務めるMDPのヨーロッパ支部報道官に転身。
2018年11月17日、2ヶ月前の大統領選挙を制したMDPのイブラヒム・モハメド・ソリ次期大統領が大統領に就任し、6年9ヶ月ぶりにMDP政権が誕生する。翌2019年4月18日、ソリ大統領により在イギリス大使に指名される。同年10月29日、ロンドンのバッキンガム宮殿でエリザベス2世女王に信任状を捧呈した。ファイサルが在イギリス大使として在任中の2020年2月1日、モルディブが英連邦に再加盟、これによりファイサルの肩書は、通常の国同士が交換する大使から英連邦同士の国が交換する高等弁務官となった。

## 著作
- Women, Security, South Asia: A Clearing in the Thicket (SAGE Publications, 2005) ISBN 978-0761933878